# Can Buscà
Can Buscà és una obra noucentista de Mataró (Maresme) protegida com a Bé Cultural d'Interès Local.

## Descripció
Es tracta de dues cases bessones entre mitgeres de planta baixa i pis. En planta baixa, dos portals amb arc pla i dues finestres reixades amb arc de mig punt. Al primer pis hi ha dos balcons longitudinals amb quatre obertures. L'edifici acaba amb una cornisa sobre cartel·les i dos acroteris amb florons.
A la planta baixa presenta un estucat a carreu lliscat i esgrafiats a la planta pis, cornisa i acroteris.
Josep Goday i Casals (1882-1936) acaba la carrera d'arquitectura l'any 1905. Autor entre d'altres de les obres del grup escolar Lluís Vives(1920), Escola del Mar a la Barceloneta (1921) i el grup escolar Baixeres a la Via Laietana (1922).